# August Albo
August Albo (11. září 1893 – 1963) byl estonský umělec, který studoval na Ruské Královské akademii umění, ale většinu svého života prožil v New Yorku. Skutečné datum jeho smrti není známo, většina zdrojů uvádí rok 1963 (což je pravděpodobné), i když údajně vytvářel portréty až do roku 1980[zdroj?].
Podrobnosti o jeho životě jsou nejasné, většina zdrojů se však shoduje, že maloval pro cara v Moskvě před ruskou revolucí. Jako mladý muž také údajně studoval balet a byl profesionální houslista.
Na počátku své malířské kariéry se zaměřil na abstraktní umění. Nicméně, přes uznání za práce ze staré školy malby, začal malovat s více prvky realismu. Byl velmi všestranný umělec a mohl malovat jakékoli dané téma s neuvěřitelnými detaily. Maloval po celém světě, zejména ve městech s renomovanými balety, jako Paříž, Moskva a Berlín.
Jeho nejslavnější dílo "Free as the Wind" je obraz zobrazující běžící koně. Albo je také znám svými obrazy baletu. Jedno z jeho méně známých děl je Merike Sheinkin jako dítě. Maloval také scénu s názvem "Ocean Views", znázorňující dva malé čluny na skalnaté pláži.
Není jisté, jak se ve skutečnosti jmenoval, na obrazy se místo "Rod Palmer" nebo "A. Curtis" podepisoval jako "Albo".